# Немецкий футбольный союз ГДР
Немецкий футбольный союз ГДР (нем. Deutscher Fußball-Verband) — организация, осуществляющая контроль и управление футболом в ГДР. Прекратил существование в 1990 году.
Предшественник Немецкого футбольного союза ГДР был основан 3 июля 1950. Первым председателем был Фриц Гёдике (Fritz Gödicke). В 1952 союз стал членом ФИФА. 15 июня 1954 он в Базеле был одним из 29 основателей UEFA. 17 и 18 мая 1958 в Берлине был создан Немецкий футбольный союз ГДР под председательством Курта Штофа.
Самые большие успехи союза — участие сборной в чемпионате мира 1974, где матч между командой ГДР и будущим чемпионом мира ФРГ завершился победой ГДР со счётом 1:0, золотая медаль по футболу на Олимпийских играх 1976 и победа ФК Магдебурга в турнире за Кубок обладателей Кубков УЕФА 1974.
Высшей лигой была Оберлига, главный кубок был Кубок ОСНП по футболу. Самая успешная команда в Оберлиге — ФК Карл Цейсс Йена.
После объединения обоих немецких государств было принято на внеочередном заседании 20 ноября 1990 в Лейпциге решение о ликвидации союза. В этот момент под крышей Немецкого футбольного союза ГДР было организовано 4412 клубов с 17 000 командами и 390 000 членами. Они вступили в Футбольный союз Германии.